# 13 Dywizja Piechoty Obrony Krajowej
13 Dywizja Piechoty Obrony Krajowej (k. k. 13. LITD) – dywizja piechoty cesarsko-królewskiej Obrony Krajowej.

## Historia dywizji
W latach 1894–1900 w Komendzie Obrony Krajowej w Wiedniu występowało stanowisko dywizjoniera Obrony Krajowej, któremu podlegała Komenda Brygady Piechoty Obrony Krajowej w Wiedniu. Komendantowi brygady były podporządkowane:
- 1 Pułk Piechoty Obrony Krajowej w Wiedniu,
- 14 Pułk Piechoty Obrony Krajowej w Brnie,
- 21 Pułk Piechoty Obrony Krajowej w St. Pölten[1][2][3][4][5].

1 października 1900 roku zostały utworzone dwa nowe Pułki Piechoty Obrony Krajowej Nr 24 w Wiedniu i 25 w Kromieryżu oraz nowa Komenda Brygady Piechoty Obrony Krajowej w Brnie, które włączono w skład Dywizji Obrony Krajowej w Wiedniu. Ponadto komendantowi dywizji podporządkowano Szkołę Kadetów Obrony Krajowej w Wiedniu i Główny Depot Ekwipunku Obrony Krajowej w Wiedniu oraz Pułk Ułanów Obrony Krajowej Nr 5 w Stockerau, który podlegał komendantowi dywizji za pośrednictwem inspektora kawalerii Obrony Krajowej.
Jesienią 1900 roku w skład dywizji wchodziła:
- Brygada Piechoty Obrony Krajowej w Wiedniu,
  - 1 Pułk Piechoty Obrony Krajowej w Wiedniu,
  - 21 Pułk Piechoty Obrony Krajowej w St. Pölten,
  - 24 Pułk Piechoty Obrony Krajowej w Wiedniu,
- Brygada Piechoty Obrony Krajowej w Brnie,
  - 14 Pułk Piechoty Obrony Krajowej w Brnie,
  - 25 Pułk Piechoty Obrony Krajowej w Kromieryżu,
- Szkoła Kadetów Obrony Krajowej w Wiedniu,
- Główny Depot Ekwipunku Obrony Krajowej w Wiedniu,
- Pułk Ułanów Obrony Krajowej Nr 5 w Stockerau[7].

W 1901 roku Dywizja Obrony Krajowej w Wiedniu została przemianowana na 13 Dywizję Obrony Krajowej (niem. 13. Lanwehr-Truppen-Division), a wchodzące w jej skład brygady odpowiednio na 25 Brygadę Piechoty Obrony Krajowej w Wiedniu i 26 Brygadę Piechoty Obrony Krajowej w Brnie. Równocześnie dotychczasowa 13 Dywizja Piechoty w Wiedniu została przemianowana na 47 Dywizję Piechoty. W tym samym czasie ze składu Brygady Piechoty Obrony Krajowej w Wiedniu ubył 21 Pułk Piechoty Obrony Krajowej w St. Pölten, który został podporządkowany komendantowi 87 Brygady Piechoty Obrony Krajowej w Linzu należącej do 44 Dywizji Piechoty Obrony Krajowej.
W 1905 roku dywizja została przemianowana na 13 Dywizję Piechoty Obrony Krajowej. W tym samym roku Szkoła Kadetów Obrony Krajowej i Główny Depot Ekwipunku Obrony Krajowej w Wiedniu został podporządkowany bezpośrednio Komendzie Obrony Krajowej w Wiedniu.
W 1907 roku Pułk Ułanów Obrony Krajowej Nr 5 został włączony w skład nowo powstałej 1 Brygady Kawalerii Obrony Krajowej, natomiast komendantowi dywizji podporządkowano nowo utworzoną Baterię Armat Nr 1/2 w Wiedniu. W styczniu 1908 roku została sformowana Bateria Armat Nr 2/2. Z dniem 1 października 1908 roku z połączenia obu baterii powstał Dywizjon Armat Obrony Krajowej Nr 13 w Wiedniu. Wymieniony oddział 1 stycznia 1909 roku został przeformowany w Dywizjon Haubic Polowych Obrony Krajowej Nr 13 w Wiedniu.
1 października 1913 roku w Wiedniu został utworzony Dywizjon Armat Polowych Obrony Krajowej Nr 13, który podporządkowano komendantowi dywizji.
W 1914 roku w skład dywizji wchodziła:
- Komenda 13 Dywizji Piechoty Obrony Krajowej w Wiedniu,
- 25 Brygada Piechoty Obrony Krajowej w Wiedniu,
  - 1 Pułk Piechoty Obrony Krajowej,
  - 24 Pułk Piechoty Obrony Krajowej,
- 26 Brygada Piechoty Obrony Krajowej w Brnie (niem. Brünn),
  - 14 Pułk Piechoty Obrony Krajowej,
  - 25 Pułk Piechoty Obrony Krajowej,
- Dywizjon Armat Polowych Obrony Krajowej Nr 13 w Wiedniu,
- Dywizjon Haubic Polowych Obrony Krajowej Nr 13 w Wiedniu[13][14].

26 sierpnia 1914 roku, po przeprowadzonej mobilizacji i przyjęciu organizacji wojennej, w skład dywizji wchodziła:
- 25 Brygada Piechoty Obrony Krajowej
  - 1 Pułk Piechoty Obrony Krajowej
  - 24 Pułk Piechoty Obrony Krajowej
- 26 Brygada Piechoty Obrony Krajowej
  - 14 Pułk Piechoty Obrony Krajowej
  - 25 Pułk Piechoty Obrony Krajowej
- 13 Brygada Artylerii Polowej Obrony Krajowej
  - Pułk Armat Polowych Nr 4 – płk Heinrich Schulhof
  - Dywizjon Armat Polowych Obrony Krajowej Nr 13 – płk Eugen Seh
  - Dywizjon Haubic Polowych Obrony Krajowej Nr 13 – ppłk Karl von Majneri
- 5 i 6 szwadron Pułku Ułanów Obrony Krajowej Nr 5 – mjr graf Friedrich Wurmbrand-Stuppach
- 4 kompania Batalionu Saperów Nr 2 – kpt. Otto Schütz
- 5 kompania Batalionu Pionierów Nr 2 – por. Carl Moyses

W skład każdego z czterech pułków piechoty OK wchodziły trzy bataliony. Pułk Armat Polowych Nr 4 składał się z dwóch dywizjonów po dwie baterie. Podobnie, oba dywizjony OK składały się z dwóch baterii. Razem dywizja liczyła 12 batalionów piechoty, 8 baterii artylerii, 2 szwadrony kawalerii i 2 kompanie saperów.
W 1917 roku dywizja została przemianowana na 13 Dywizję Strzelców (niem. 13. Schützendivision, k. k. 13. SchD.), a wchodzące w jej skład brygady i pułki piechoty Obrony Krajowej przemianowane odpowiednio na 25 i 26 Brygadę Strzelców (niem. 26. Schützenbrigade, k. k. 26. SchBrig.) oraz pułki strzelców.

## Obsada personalna

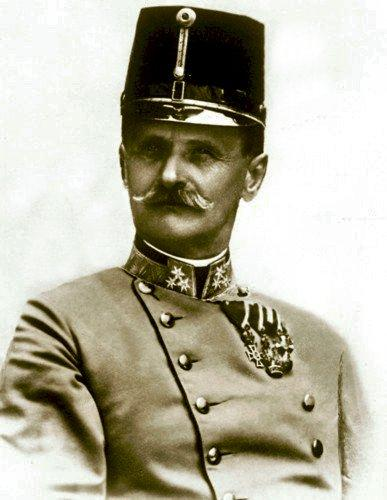
FZM Stephan von Ljubičić

Dywizjonierzy Obrony Krajowej i komendanci dywizji
- FML Moriz Schmidt (1894[15] – 1898 → zastępca naczelnego komendanta c. k. Obrony Krajowej)
- FML Ludwig Castaldo (1898 – 1 VIII 1900 → stan spoczynku[16])
- FML Eduard von Steinitz (1900 – 1 V 1905 → stan spoczynku[17])
- FML Mansuet Versbach von Hadamar (1905[9] – 1908 → komendant 2 Korpusu[18])
- FML Alfred Hausenblas (1908[19] – 1909 → generalny inspektor korpuśnych szkół oficerskich)
- GM / FML Stephan von Ljubičić(inne języki) (1909 – 1911 → szef sekcji w części wojskowej c. k. Ministerstwa Obrony Kraju)
- GM / FML Franz von Georgi (1911 – 1913 → minister Obrony Krajowej)
- GM / FML Eduard von Kreysa (1913[13] – XI 1914)
- GM / FML Gustav Székeli de Doba (XI 1914 – II 1915[20] )
- FML Eduard von Kreysa (II – VIII 1915[20] )
- FML Gustav Székeli de Doba (VIII 1915 – VI 1916[20] )
- FML Franz Kalser von Maasfeld(inne języki) (VII 1916 – II 1918[20]  → komendant XX Korpusu)
- FML Ernst Kindl (II – XI 1918[20] )

Komendanci Brygady Piechoty Obrony Krajowej w Wiedniu i komendanci 25 Brygady Piechoty
- GM Ludwig Wiener (1894[21] – 1897 → komendant 4 Dywizji Piechoty)
- GM Erich Thoss (1897 – 1901 → generał przydzielony komendantowi 13 Korpusu)
- GM Wilhelm Schleif von Degenwart (1901 – 1 V 1904 → stan spoczynku[22])
- GM Ferdinand Eifler von Lobenstedt (1904 – 1 VI 1906 → stan spoczynku[23])
- GM Ottomar Madlé von Lenzbrugg (1906 – 1910 → komendant 25 Dywizji Piechoty)
- GM Karl Kraus (1910 – 1 VIII 1911 → stan spoczynku[24])
- GM Karl von Langer (1911 – 1914 → szef sekcji w c. k. Ministerstwa Obrony Kraju)
- GM Karl Englert (1914 – 1915)
- GM Heinrich Bolzano von Kronstätt (zaginiony 17 VI 1918)

Komendanci Brygady Piechoty Obrony Krajowej w Brnie i komendanci 26 Brygady Piechoty
- GM Karl Dunst von Adelshelm (1900 – 1 V 1902 → stan spoczynku[25])
- GM Karl von Streicher (1902 – 1903 → generał przydzielony komendantowi 1 Korpusu)
- GM Richard von Buttlar zu Brandenfels genannt Treusch (1903 – 1 V 1907 → stan spoczynku[16])
- GM Ferdinand Fidler von Isarborn (1907[26] – 1908 → generał przydzielony komendantowi 10 Korpusu[27])
- GM Johann von Fabrizii (1908[19] – 1911 → generał przydzielony komendantowi 15 Korpusu)
- GM Emil Lischka (1911 – IX 1914 → komendant 26 Dywizji Piechoty Obrony Krajowej)
- płk / GM Gustaw Zygadłowicz (III 1916 – III 1918)

Komendanci 13 Brygady Artylerii Polowej Obrony Krajowej
- GM Eduard Tunk (VIII 1914 – 1915)

Szefowie sztabu
- mjr / ppłk SG Emanuel Kral (1900 – 1903 → komendant 1. batalionu 2 Pułku Piechoty Obrony Krajowej)
- mjr SG Oskar Preißler (1903 – 1905 → szef Oddziału Wojskowego Grupy Obrony Krajowej 2 Korpusu)
- mjr SG Alfred Redl (1905[9] – 1907)
- mjr / ppłk SG Karl Zahradniczek (1907[26] – 1909 → komendant 2. batalionu 1 Pułku Piechoty Obrony Krajowej)
- mjr / ppłk SG William von Einem (1909[28] – 1913 → komendant 2. batalionu 2 Pułku Piechoty Obrony Krajowej)
- ppłk SG Artur Noë (1913–1914[13])
- mjr SG Heinrich Mazanec von Engelhardswall (1914 –)

## Szlak bojowy
Dywizja wzięła udział w bitwie pod Komarowem (26 sierpnia-2 września 1914).
W grudniu 1914 roku uczestniczyła w operacji limanowsko-łapanowskiej w trakcie której poniosła znaczne straty osobowe - do walki przystąpiła ze stanem 3 tys. żołnierzy, natomiast po dziesięciu dniach zmagań pozostało 700 ludzi.